# Dave Staffen
Dave Staffen (Paris, Ontario, 1954. június 11. –) kanadai profi jégkorongozó.

## Pályafutása
Komolyabb junior karrierjét az OHA-s Kitchener Rangersben kezdte 1971-ben. 1972-ben 11 mérkőzés után átkerült a Hamilton Red Wingshez, ahol aztán 35 mérkőzést játszott. A következő idényben már 65 mérkőzésen 75 pontot szerzett. Az 1974-es NHL-amatőr drafton a Minnesota North Stars választotta ki a 9. kör 148. helyén. Az 1974-es WHA-amatőr drafton szintén kiválasztotta őt egy csapat, a New England Whalers a 13. kör 211. helyén. Egyik ligában sem játszott pályafutása alatt. Első felnőtt szezonjában az IHL-es Lansing Lancersben kezdett játszani, ám a csapat 1975. január 16-án megszűnt és 41 mérkőzés után más csapathoz került. Az új csapat a Fort Wayne Komets volt. 1975 és 1977 között a NAHL-ban játszott. A három szezon során három különböző csapatban (Erie Blades, Syracuse Blazers, Binghamton Dusters). Utolsó évében 74 mérkőzésen 87 gólt ütött és 127 pontot szerzett. A Binghamton Dusters a NAHL megszűnése után az AHL-be folytatta a játékot. Ekkor már csak 3 mérkőzést játszott és egy senoir liga csapatából, az OHASr.-es Brantford Alexandersből vonult vissza 1978-ban.